# Rudy Camacho
Rudy Camacho (L'Arbresle, Francia, 5 de marzo de 1991) es un futbolista francés. Juega de defensor, y su equipo es el Columbus Crew de la MLS.

## Clubes
| Club               | País           | Año       |
| ------------------ | -------------- | --------- |
| A. S. Nancy "II"   | Francia        | 2012      |
| A. S. Lyon Duchère | Francia        | 2012-2014 |
| C. S. Sedan        | Francia        | 2014-2016 |
| Waasland-Beveren   | Bélgica        | 2016-2018 |
| CF Montréal        | Canadá         | 2018-2023 |
| Columbus Crew      | Estados Unidos | 2023-     |

## Palmarés

### Títulos nacionales
| Título                          | Club            | País           | Año  |
| ------------------------------- | --------------- | -------------- | ---- |
| Campeonato Canadiense de Fútbol | Montreal Impact | Canadá         | 2019 |
| Campeonato Canadiense de Fútbol | CF Montréal     | Canadá         | 2021 |
| MLS Conference Cup              | Columbus Crew   | Estados Unidos | 2023 |
| MLS Cup                         | Columbus Crew   | Estados Unidos | 2023 |

### Títulos internacionales
| Título      | Club          | País           | Año  |
| ----------- | ------------- | -------------- | ---- |
| Leagues Cup | Columbus Crew | Estados Unidos | 2024 |